# Meavy
Meavy – wieś w Anglii, w hrabstwie Devon, w dystrykcie West Devon.